# Mycotrupes retusus
Mycotrupes retusus is een keversoort uit de familie mesttorren (Geotrupidae). De wetenschappelijke naam van de soort werd in 1866 gepubliceerd door John Lawrence LeConte.